# This Is the Army

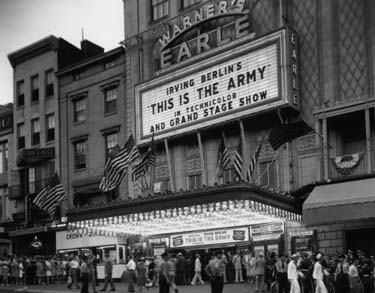
This is the cinema where it was first released

This Is the Army è un film del 1943 diretto da Michael Curtiz.